# أندرو دالبي
أندرو دالبي (بالإنجليزية: Andrew Dalby) هو أمين مكتبة ومؤرخ ومترجم بريطاني، ولد في 13 يونيو 1947 في ليفربول في المملكة المتحدة.